# Narta
Narta, früher zum Teil auch Arta (albanisch auch Nartë; griechisch Άρτα Arta oder Παλαιοάρτα Paleoarta) ist ein Dorf im Süden Albaniens nordwestlich von Vlora. Seit 2015 gehört der Ort im Qark Vlora zur Bashkia Vlora, davor war es Teil der Komuna Qendër.

## Geographie

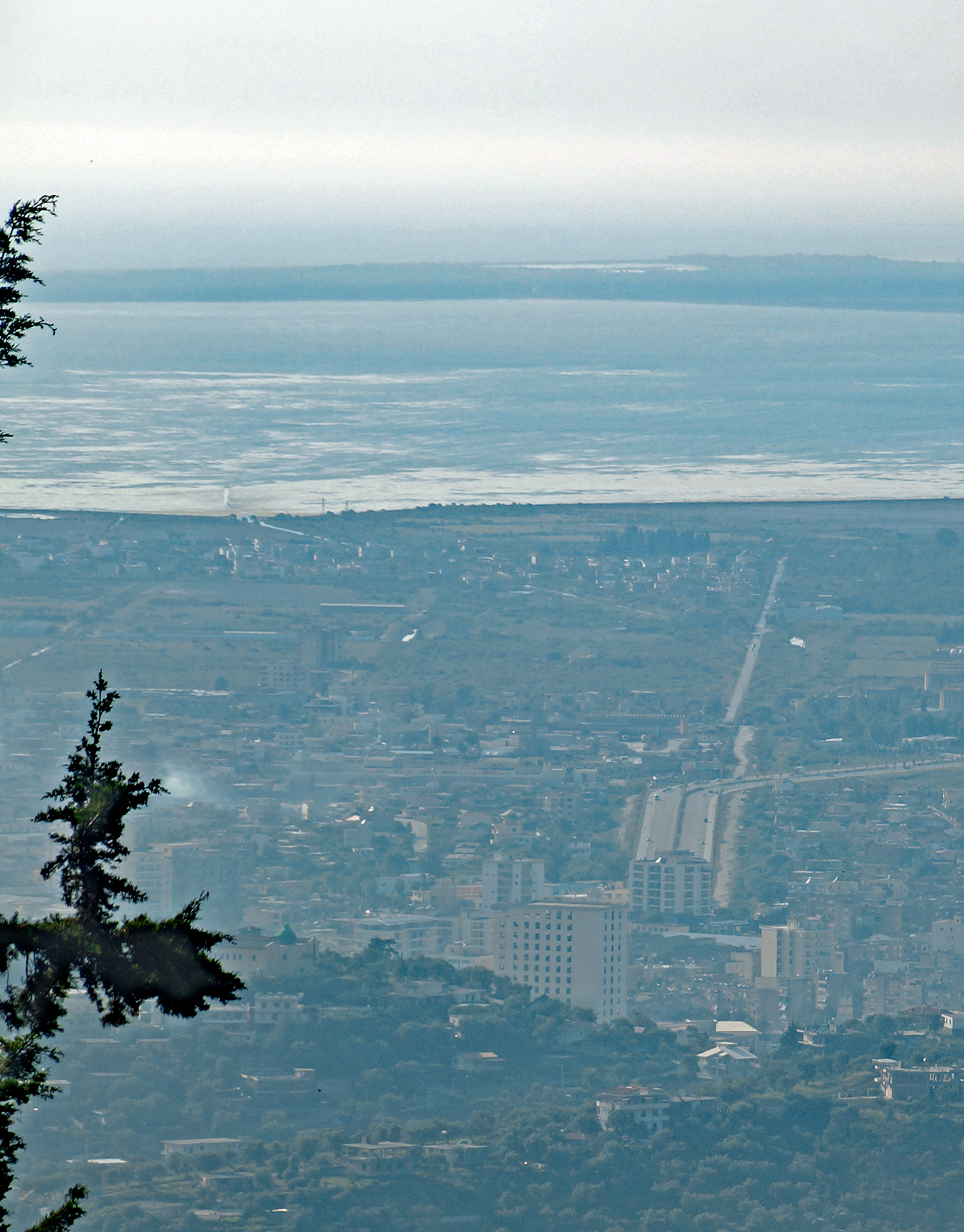
Das Dorf Narta im Gegenlicht zwischen den Häusern von Vlora und der Lagune

Das Dorf liegt in der sandigen Ebene zwischen der Stadt und der Lagune von Narta. Es verfügt über einen kompakten Ortskern mit charakteristischen Häusern, eine Kirche und einen Glockenturm. Das Dorf hat heute – je nach Quelle – zwischen 300 und 2000 Einwohner. In einem aktuellen Bericht nennt Ben Adoni die Zahl von 300 Personen.
Das Ufer der Lagune ist rund 500 Meter vom Dorfrand entfernt. Das Dorf liegt mehrheitlich bereits innerhalb des 194 Quadratkilometer großen Landschaftsschutzgebiets Vjosa-Narta.
Ein Entwässerungskanal führt von Vlora kommend quer durch den Ort. Südlich von Narta erstreckt sich ein großer Wald, der Pylli i Sodës.
Im Norden und Westen wird das Dorf von den Eisenbahngleisen der Bahnstrecke Fier–Vlora umschlossen. Die Hekurudha Shqiptare hatte aber nie einen Bahnhof im Dorf und bedient die Strecke nicht mehr. Das private Güterunternehmen Albrail führt noch Transporte von Erdölf auf der Strecke zum nahegelegenen Ölhafen durch. Die Autostrada A2 passiert den Ort im Nordosten.

## Bevölkerung und Geschichte
Die Bevölkerung des Dorfes ist traditionell orthodox und griechischsprachig. Die Bewohner gelten als zweisprachig. Es handelt sich um das nördlichste von Griechen bewohnte Dorf Albaniens. Mit dem Nachbarort Zvërnec im Westen, das früher auch von Griechen bewohnt gewesen sein soll, ist Narta eng verbunden.
Narta ist bekannt für seinen lokalen Wein, der aus der lokalen Traube Vlosh produziert wird. Außerdem werden in Narta ausgiebig Karneval – mit Masken – und Ostern gefeiert.
Im Jahr 1873 wurde im Dorf eine griechische Schule eröffnet.
1927 hatte Narta 1392 orthodoxe und vier muslimische Einwohner.
1956 wurden die Bauern von Narta kollektiviert. Die Kooperative produzierte vor allem Wein, Oliven und Früchte. Das Dorf soll 4000 Einwohner gehabt haben. Seit dem Zusammenbruch des kommunistischen Regimes sind vor allem die jungen Bewohner nach Griechenland ausgewandert, so dass heute nur noch ein paar 100 Einwohner verblieben sind.

## Wirtschaft
Neben dem Anbau von Oliven und Reben sowie der Produktion von Wein und Raki ist auch die Fischerei eine traditionelle Einnahmequelle im Dorf. Heute gibt es aber kaum mehr Menschen im arbeitsfähigen Alter. Einige Weinkeller bieten Getränke und Essen an. Nördlich von Narta wird in der Lagune in Salinen Salz gewonnen.
Südlich von Narta an der Küste der Bucht von Vlora wurde ein Ölkraftwerk errichtet, das zwar trotz Fertigstellung im Jahr 2005 wegen Baumängeln nie in Betrieb genommen wurde.